# Felicidade de Brito Abelha
Felicidade Soares Correia de Brito Abelha é uma política da Guiné-Bissau. 

## Carreira
Felicidade Soares Correia de Brito Abelha foi Directora da Agência Principal do Banco Central dos Estados da África Ocidental (Banque Centrale des Etats de l'Afrique de l'Ouest - BCEAO) em 2007. Ao longo de sua carreira na instituição, também atuou como Presidente do Comité de Seguimento de Repatriamento de Receitas de Exportação.

Entre 2016 e 2018, foi Secretária de Estado do Tesouro da Guiné-Bissau, momento em que as finanças bissau-guineense possuíam parcos recursos frente às inúmeras necessidades nacionais. Nesse período, o Conselho Executivo do Fundo Monetário Internacional (FMI) aprovou o desembolso de 2.4 bilhões de francos CFA para a Guiné-Bissau.